# Laskowa (Zator)
Laskowa ist eine Ortschaft mit einem Schulzenamt der Gemeinde Zator im Powiat Oświęcimski der Woiwodschaft Kleinpolen in Polen.

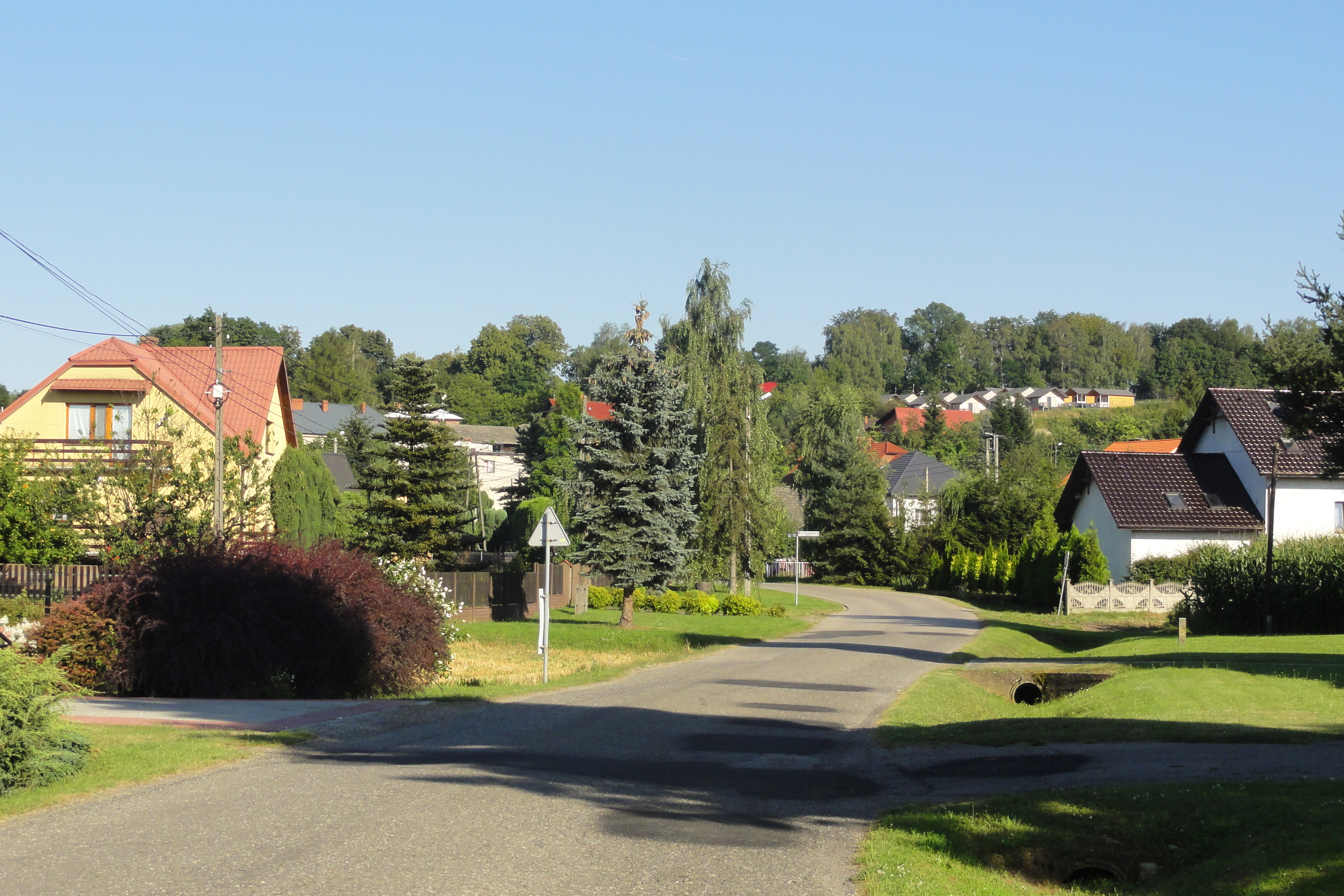
Blick auf das Dorf

## Geographie
Es hat eine Fläche von 295 ha. Wiglowice, ein ehemals selbständiges Dorf, ist jetzt ein Weiler von Laskowa.
Nachbarorte sind die Stadt Zator im Nordwesten, Palczowice im Norden, Spytkowice im Osten, Grodzisko im Süden, sowie Trzebieńczyce im Westen.

## Geschichte
Der Ort wurde im Jahr 1437 als Lyaschkow erstmals urkundlich erwähnt. Der besitzanzeigende Name ist vom Personennamen Lasek oder vom Wort lasek (Wäldchen) mit dem Suffix -owa abgeleitet, aber es wurde auch mit dem patronymischen Suffix -(ow)ice (1444: Laskovice) beendet. Im Jahr 1400 wurde an der Skawa Beigelsdorf erwähnt, später ein Teil der Stadt Skawa, heute der Weiler Wiglowice von Laskowa.
Politisch gehörte das Dorf später zum Herzogtum Auschwitz, dies bestand ab 1315 in der Zeit des polnischen Partikularismus. Seit 1327 bestand die Lehnsherrschaft des Königreichs Böhmen. Seit 1445 gehörte es zum Herzogtum Zator, dieses wurde im Jahr 1494 an den polnischen König verkauft. 1564 wurde Laskowa als Teil des neuen Kreises Schlesien der Woiwodschaft Krakau an das Königreich Polen, ab 1569 die polnisch-litauische Adelsrepublik, völlig inkorporiert.
Bei der Ersten Teilung Polens kam Laskowa 1772 zum neuen Königreich Galizien und Lodomerien des habsburgischen Kaiserreichs (ab 1804). Ab 1782 gehörte es dem Myslenicer Kreis (1819 mit dem Sitz in Wadowice). Nach der Aufhebung der Patrimonialherrschaften bildete es nach 1850 eine Gemeinde im Bezirk Wadowice, später im Bezirk Oświęcim.
1918, nach dem Ende des Ersten Weltkriegs und dem Zusammenbruch der k.u.k. Monarchie, kam Laskowa zu Polen. Unterbrochen wurde dies nur durch die Besetzung Polens durch die Wehrmacht im Zweiten Weltkrieg.
Von 1975 bis 1998 gehörte Laskowa zur Woiwodschaft Bielsko-Biała.